# Xanthandrus indicus
Xanthandrus indicus är en tvåvingeart som beskrevs av Charles Howard Curran 1933. Xanthandrus indicus ingår i släktet malblomflugor, och familjen blomflugor. Inga underarter finns listade i Catalogue of Life.